# Rosetvandstjerne
Rosetvandstjerne (Callitriche cophocarpa), også skrevet Roset-Vandstjerne, er en lille vand- eller sumpplante, der gror i næringsrige søer og vandløb.

## Beskrivelse
Roset-vandstjerne er en flerårig, urteagtig plante med en nedsænket vækstform og rosetstillede flydeblade. Arten er almindelig i Østdanmark, hvor den findes i søer og stilleflydende vandløb med højt næringsindhold. I gunstige tilfælde kan planten også etablere sig som en enårig, landlevende plante.
Stænglerne er runde i tværsnit og fint rillede. Undervandsbladene er græsagtigt linjeformede, mens den svømmende roset består af 6-16 blade, er spatelformede og helrandede med ensartet lysegrønne over- og undersider. Landlevende planter har mindre og mere seje blade. Disse planter danner overjordiske, rodslående udløbere.
Blomstringen foregår i tiden mellem juni og september. Blomsterne er uanselige og sidder i bladhjørnerne hos bladrosetten. Hanlige blomster har én enkelt støvdrager hver, mens de hunlige har to støvfang, men kun én frugtknude. Frugterne er runde, svagt kantede spaltefrugter.
Vandlevende planter er rodfæstede i bunden med et fint filt af rødder, mens de landlevende slår rødder, hvor stænglerne får rodkontakt.
Højde x bredde og årlig tilvækst: 0,25 x 0,10 m (25 x 10 cm/år).

## Forvekslingsmuligheder
Der findes flere arter i slægten Vandstjerne, der ligner hinanden meget. De adskilles bedst på de modne frugters udseende. Hos rosetvandstjerne er frugten mørkebrun, næsten cirkulær og 0,9-1,2 mm i tværmål. Frugten er uden vinge.

## Hjemsted
Rosetvandstjerne hører hjemme i det meste af Europa, herunder også i det østlige Danmark. Alle steder er arten knyttet til stillestående vandhuller eller langsomt strømmende vandløb med et højt indhold af næringsstoffer.
I den 2.500 m² store, fladvandede Nordre Kobberdam i Store Hareskov sydvest for Bagsværd Sø findes arten sammen med bl.a. duskfredløs, fladfrugtet vandstjerne, gul iris, gul åkande, hvid nøkkerose, knippestar, korsandemad, kærstar, liden andemad, lådden dueurt, nikkende star, skovkogleaks, slank blærerod, smalbladet vandstjerne, stiv star, stor andemad, svømmende vandaks og vandrøllike
| Portal | Portal:Botanik |

## Note
1. ↑  Gladsaxe Kommune: Vandområder i Gladsaxe Kommune 2007, afsnit 6.1 (Webside ikke længere tilgængelig) – en registrering af bevaringsværdige vådbundsområder i kommunen